# Apel (film)
Apel – polski czarno-biały krótkometrażowy film animowany z 1970 w reżyserii Ryszarda Czekały, zrealizowany techniką wycinankową, podejmujący tematykę charakterystyczną dla filmu fabularnego bądź dokumentalnego.
Problematyka filmu związana jest z czasami II wojny światowej i okupacji hitlerowskiej: na porannym apelu grupa więźniów obozu koncentracyjnego zostaje dręczona przez gestapowca, nakazującego wykonywać ćwiczenia gimnastyczne, a następnie zostaje rozstrzelana, gdy więźniowie buntują się przeciwko wykonywaniu poleceń.

## Nagrody
Dla Ryszarda Czekały:
- 1971 – Brązowy Lajkonik na Ogólnopolskim Festiwalu Filmowym (Konkurs Krajowy) w Krakowie
- 1971 – Grand Prix (ex aequo) na Międzynarodowym Festiwalu Filmów Animowanych w Annecy
- 1971 – I Nagroda „Statuetka św. Finbara” w kat. filmów krótkometrażowych na MFF w Cork
- 1971 – Nagroda Jury ASIFA na Międzynarodowym Festiwalu Filmów Krótkometrażowych w Oberhausen
- 1971 – Nagroda Towarzystwa Wyższych Szkół Ludowych na MFFK w Oberhausen
- 1971 – Nagroda Krytyki Filmowej na MFF dla Dzieci w Teheranie
- 1972 – „Srebrny Praksinoskop” w kategorii filmów społecznych na Międzynarodowym Festiwalu Filmów Animowanych w Nowym Jorku